# شینگو ایتو
شینگو ایتو (ژاپنی: 伊東 真吾؛ زادهٔ ۲۸ آوریل ۱۹۷۹) یک بازیکن فوتبال اهل ژاپن است.
از باشگاه‌هایی که در آن بازی کرده‌است می‌توان به باشگاه فوتبال کاوازاکی فرونتال، اشگاه فوتبال اومیا آردیجا و باشگاه فوتبال مونتدیو یاماگاتا اشاره کرد.